# Houlkær
Houlkær er en forstad øst for Viborg centrum, og grænser op til Overlund. I området findes blandt andet Viborg Gymnasium og HF, Houlkær Kirke, Houlkær Fodboldklub og Medieskolen, ligesom det store boligområde Houlkærvænget findes i Houlkær.